# Sunaristes paguri
Sunaristes paguri är en kräftdjursart som beskrevs av Hesse 1867. Sunaristes paguri ingår i släktet Sunaristes och familjen Canuellidae. Arten är reproducerande i Sverige. Inga underarter finns listade i Catalogue of Life.